# Juninho (calciatore 1996)
Olávio Vieira dos Santos Júnior, meglio noto come Juninho (Pitangui, 21 novembre 1996), è un calciatore brasiliano, attaccante del Flamengo.

## Caratteristiche tecniche
È un'ala destra.

## Carriera
Nel 2016 ha disputato 7 incontri nel Brasileirão con la maglia dell'Athl. Paranaense. In seguito ha giocato anche nella prima divisione portoghese ed in quella azera.

## Palmarès

### Club

#### Competizioni statali
- Campionato Paranaense: 1

Atlético Paranaense: 2016
- Campionato carioca: 1

Flamengo: 2025
- Taça Guanabara: 1

Flamengo: 2025

#### Competizioni nazionali
- Campionato azero: 1

Qarabağ: 2023-2024
- Coppa dell'Azerbaigian: 1

Qarabağ: 2023-2024
- Supercoppa del Brasile: 1

Flamengo: 2025

### Individuale
- Capocannoniere del campionato azero: 1

2023-2024 (20 reti)
- Capocannoniere della Coppa dell'Azerbaigian: 1

2023-2024 (5 reti)